# 黑池舞蹈節
黑池舞蹈節(Blackpool Dance Festival)為1920年起舉辦英國英格兰西北部黑池的標準舞公開賽，被視為標準舞界的頂級盛會之一，能在黑池得獎的舞者將擁有世界級知名度。
20世紀初英国欧美舞蹈阶人士在广泛研究传统歐洲宫廷舞，交谊舞及拉美国家的士风舞的基础上对此进行了规范和平民化加工，于1925年正式颁布了华尔兹、探戈、狐步、快步四种舞步总称摩登舞。並在黑池舉行半私人性貴族舞蹈集會，第一届對外公开锦标赛是于1931年在黑池“冬园”（WINTER GRADEN）的皇后舞厅（EMPRESS BALLROOM）举行的，幾年後由英国ICBD(世界舞蹈组织)主办了首届世界性的黑池大赛，成為黑池舞蹈節前身。
現今的黑池舞蹈節除为期7天的国际标准舞锦标赛外，还包括了大师班、国际标准舞会议、舞蹈服装以及舞蹈用品汇展等，同時整個月份在黑池全城有不少民間企業自辦的舞蹈相關私人賽和舞隊尋求贊助的表演賽。